# نیک بیتمن
نیکولاس کوین استنلی «نیک» یانگ-بیتمن (متولد ۱۸ نوامبر ۱۹۸۶) مدل و بازیگر کانادایی است. بیتمن بیشتر به دلیل حضور گسترده خود در شبکه‌های اجتماعی معروف است. او در اینستاگرام و فیس بوک بیش از ۶میلیون دنبال کننده دارد.

## زندگی‌نامه
نیک بیتمن در برلینگتون، انتاریو به دنیا آمد. در ۴سالگی به تمرین کاراته پرداخت و نهایتاً در چندین مسابقه جوایز زیادی برد. او در ۲۰سالگی از دانشگاه کاپیلونو در ونکوور فارغ‌التحصیل شد و بعد یک مدرسه کاراته افتتاح کرد. کمی بعد، در میلان، نیویورک و میامی به‌طور حرفه‌ای به مدلینگ پرداخت.
نیک از سال ۲۰۰۸ با Maria Corrigan در رابطه است و همین‌طور در ۱۵ سپتامبر ۲۰۱۸ صاحب اولین فرزند و پسر خود به نام چیس (Chase bateman) شد و دارای دو حیوان خانگی از نژاد yonkie به نام‌های Joey و Keeva است.
بیتمن بازیگر نیز هست و در سال ۲۰۱۱ در فیلم هوبو با یک تفنگ ظاهر شد. هم چنین قرار است در فیلم اقتباسی عشق زشت از کالین هوور، نقش شخصیت اصلی، مایلز آرچر را بازی کند.